# Александровка (село, Бессоновский район)
Алекса́ндровка — село, административный центр Александровского сельсовета Бессоновского района Пензенской области.
На 1 января 2004 года — 15 хозяйств, 315 жителей. В настоящее время в селе численность не превышает 450 человек.
В селе имеются основная общеобразовательная школа, РАО "«Бессоновское».

## География
Расположено в 22 км к северо-западу от районного центра село Бессоновка, при впадении речки Керенды в Шукшу и при речке Берёзовке.

## История
Село основано в первой половине XIX века. С 1864 года – деревня Мокшанского уезда. После 1912 года в состав села вошли деревни Малая Алексанровка и Петровка. До образования Бессоновского района в 1980 году входила в состав Лунинского района. С 1950-х по 1980-е – центр сельсовета, в селе располагался колхоз имени Орджоникидзе. С 1965 года в состав включена деревня Александровка 2-я.

## Известные земляки
- Коровин Павел Михайлович (1909, с. Александровка Мокшанского уезда Пензенской губернии, ныне Бессоновского района – 13.12.1992, Пенза) — бригадир комплексной бригады строительного треста № 48 Пензенского совнархоза, принимал участие в строительстве промышленных предприятий, объектов социально-культурного назначения, жилья в Пензе. Герой Социалистического Труда (1958).

## Улицы
- Журавлёвка;
- Петровка;
- Полевая;
- Центральная.

## Численность населения
| год                | 1864 | 1912      | 1926      | 1930 | 1959 | 1979 | 1989 | 1996 | 2004 |     |
| ------------------ | ---- | --------- | --------- | ---- | ---- | ---- | ---- | ---- | ---- | --- |
| количество жителей | 332  | около 435 | около 450 | 608  | 349  | 179  | 234  | 311  | 322  | 315 |